# SheepDog
Sheepdog est un stockage distribué de type SDS (Software Defined Storage ou Stockage défini par logiciel) développé au sein des laboratoires de NTT Corporation.

## Fonctionnalités
Sheepdog a été conçu dès le départ dans le but d'être utilisé en mode bloc avec QEMU mais ne se limite pas à ce cas d'usage; il se veut tolérant aux pannes, redimensionnable, facile d'utilisation et très simple dans son architecture.

## Architecture
Contrairement à d'autres solutions de ce type, chaque nœud Sheepdog a la même fonctionnalité (gestions des chunks et des métadonnées), à cela il faut rajouter sur quelques nœuds un service ZooKeeper ou Corosync pour gérer les membres de la grille et le partage des messages.

## Matériel, logiciel, et réseau
Tout comme d'autres systèmes de fichiers distribués, les serveurs hébergeant les nœuds n'ont pas besoin de matériel particulier.
Par contre, Sheepdog nécessite un système de type Gnu/Linux.